# Jomfruen
Jomfruen (Virgo) er et stjernebillede på den nordlige himmelkugle, hvis klareste stjerne er Spica. Jomfruen er det næststørste stjernebillede af de 88 officielle.